# QRpedia
QRpedia er et website som kan generere QR-koder, der kan kombinere en given Wikipedia-artikel med sprogindstillingen på mobiltelefonen som scanner stregkoden. Dermed kan man ved hjælp af en enkelt QR-kode lade brugeren læse den aktuelle Wikipedia-artikel på sit eget sprog.